# Guilherme de Wrotham
Guilherme de Wrotham ou William de Wrotham (falecido por volta de c. 1217) foi um administrador real e clérigo inglês medieval. Embora uma fonte do final do século XIII diga que Guilherme ocupou um cargo real sob o comando do rei Henrique II da Inglaterra (reinou de 1154 a 1189), a primeira referência contemporânea a Guilherme é de 1197, quando ele se tornou responsável, entre outras coisas, pelas minas reais de estanho. Ele também ocupou cargos eclesiásticos, tornando-se arquidiácono de Taunton, e serviu ao rei João da Inglaterra como administrador de terras eclesiásticas e coletor de impostos.
O principal trabalho administrativo de Guilherme era naval. Ele estava no comando da frota real no sul da Inglaterra em 1205, e foi um dos responsáveis pelo desenvolvimento de Portsmouth como um estaleiro naval. Ele continuou envolvido em assuntos navais até 1214 ou mais tarde, mas em 1215 ele se juntou à Primeira Guerra dos Barões contra João. Após a morte de João em 1216, Guilherme voltou à causa monarquista. Ele provavelmente morreu no final de 1217. Conhecido por um cronista contemporâneo como um dos “conselheiros do mal” de João, Guilherme é considerado pelos historiadores modernos como tendo uma “responsabilidade especial pelos portos, alfândegas e marinha” e foi “guardião dos portos”, um precursor do cargo de Primeiro Lorde do Almirantado.

## Vida pregressa
Pouco se sabe sobre os antecedentes ou a família de Guilherme, exceto que seu pai Godwin possuía terras em Shipbourne, perto de Wrotham em Kent, talvez como um vassalo dos arcebispos da Cantuária. O irmão de Guilherme, Ricardo, foi nomeado vice de Guilherme em 1207.
De acordo com documentos do final do século XIII, os Hundred Rolls, o rei Henrique II deu a Guilherme o cargo de administrador de Exmoor e terras em North Petherton, Somerset. Guilherme foi o prebendado de St Decumans no capítulo da catedral da Catedral de Bath em 9 de maio de 1204. Ele alegou ter ocupado o cargo desde 1194 durante uma disputa posterior com Savaric fitzGeldewin, o bispo de Bath e outro cônego da catedral, Roger Porretanus, que reivindicou a prebenda. Em 23 de dezembro de 1205, Guilherme conseguiu um julgamento papal contra Roger.

## Serviço real
Em 1197, Hubert Walter, que era arcebispo de Canterbury e juiz, nomeou Guilherme para a administração dos estanários reais, ou minas de estanho, e em 1198, Guilherme foi encarregado da produção de estanho, um cargo mais tarde conhecido como Lorde Guardião dos Estanários. Sob seu controle, as minas se tornaram muito mais lucrativas para o rei e representaram um total de £1.100 no primeiro ano de administração de Guilherme. Como parte de seu trabalho administrativo, ele se tornou o primeiro guardião do Castelo de Lydford depois que ele foi construído na década de 1190. Em 1199 ele se envolveu em uma disputa sobre os estanários com outro oficial, Hugo Bardulfo, perdendo temporariamente o controle deles — com seu escritório como xerife — em 1200. A razão para a perda desses cargos é incerta. Após a restauração do cargo, ele permaneceu como Lord Warden of the Stannaries até 1215.

## Administração naval
O principal trabalho administrativo de Guilherme dizia respeito à marinha. Em 1204, ele, de Cornhill e Guilherme de Furnell foram encarregados de conceder licenças de exportação de lã. Guilherme de Wrotham também foi um dos funcionários encarregados de supervisionar os navios despachados para a costa em 1204, depois que a perda da Normandia expôs a Inglaterra à invasão dos franceses. Em 1205 voltou a ser um dos guardas da frota real ao longo da costa sul.  Guilherme estava no comando dos 17 navios baseados em Romney, Rye, Shoreham, Southampton, Winchelsea e Exeter, enquanto o resto da frota ficou sob o controle de Cornhill. No mesmo ano, ele também estava encarregado dos gastos navais para a tentativa de invasão da França, que só em junho totalizou mais de 470 libras. Guilherme entregou a custódia do Castelo de Taunton a Peter de Taraton em julho e ficou encarregado de comprar o vinho real em agosto. Nenhuma outra função naval foi registrada até novembro, quando com Cornhill foi responsável por avaliar os portos.

## Anos posteriores e legado
Em 1215, Guilherme juntou-se à rebelião baronial contra João e perdeu seus cargos navais, o escritório do guarda-florestal real de Somerset e a custódia do Castelo de Lydford. Em maio de 1216, o rei ofereceu a Guilherme um salvo-conduto, que indicava que Guilherme havia fugido para o exterior. As cartas foram testemunhadas por Peter des Roches. Em meados de 1217, ele voltou à causa monarquista, voltando para o lado de Henrique III. Esta ação recuperou algumas de suas terras perdidas.